# Ricky Ross

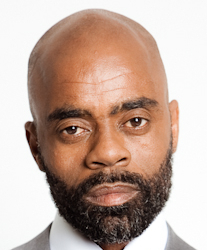
Ricky Ross, 2010.

Ricky Donnell Ross, går under smeknamnet Freeway Rick, född 26 januari 1960 i Tyler i Texas, är en amerikansk före detta knarkkung.
Han började med att sälja narkotika på slutet av 1970-talet, innan dess spelade han tennis och ansågs lovande. Universitetet California State University, Long Beach visade intresse att ta in honom på ett stipendium men det rann ut i sanden när det blev känt att Ross var analfabet.
Han ledde sitt eget narkotikaimperium som utgick från Los Angeles i Kalifornien. År 1980 sålde Ross kokain för 900 miljoner amerikanska dollar och tjänade 300 miljoner dollar på det. Amerikanska federala åklagare anklagade honom och hans smugglingsorganisation att de försåg delstater såsom New York, Ohio och Pennsylvania med flera ton kokain värderat till 600 miljoner dollar. Att hans imperium kunde växa så mycket var tack vare sina kontakter inom de kriminella gängen Bloods och Crips som såg till att hans narkotikaförsäljning spreds nationellt.
Ross hade också nära samarbete med den nicaraguanske narkotikasmugglaren Oscar Danilo Blandón mellan 1982 och 1992 när Blandón blev arresterad av den amerikanska federala drogpolisen Drug Enforcement Administration (DEA) och blev angivare till dem. Tre år tidigare blev Ross själv arresterad efter att ha distribuerat nästan nio kilogram (20 pund) kokain mellan Los Angeles och Cincinnati i Ohio. Han satt fyra år på federal anstalt samt åtta månader på ett delstatligt fängelse i Texas. DEA ville dock få stopp på Ross och dennes smugglingsorganisation för gott, de anordnade en polisfälla den 2 mars 1995, där Blandón sålde kokain till Ross för en miljon dollar. Ross blev arresterad och ställdes inför domstol med Blandón som nyckelvittne. Ross dömdes till livstids fängelse på grund av federala three strikes-lagar. Samma år publicerade journalisten Gary Webb, som var anställd hos tidningen San Jose Mercury News, artikelserien Dark Alliance som kopplade Blandón ihop med den amerikanska underrättelsetjänsten Central Intelligence Agency (CIA), och hävdade att de två sålde kokain till bland annat Ross i syfte att CIA kunde finansiera de antikommunistiska gerillarörelserna Contras.
I fängelset började Ross studera juridik och upptäckte att det fanns ett legalt kryphål som skulle kunna göra hans fängelsestraff ogiltigt på grund av felaktig användning av three strikes-lagarna. Han överklagade och domstolen gick på hans linje och reducerade hans fängelsestraff till 20 år. Ross släpptes den 29 september 2009.
Mellan 2010 och 2013 stämde han musikern Rick Ross för att använda hans namn som artistnamn, när Rick Ross riktiga namn är egentligen William Leonard Roberts II, i flera domstolsinstanser men förlorade. Den sista domstolsinstansen avfärdade stämningen med att hänvisa till det första författningstillägget till Amerikas förenta staters konstitution.